# Дафовска, Екатерина
Екатери́на Да́фовска (болг. Екатерина Дафовска; 28 ноября 1975, Чепеларе, Смолянская область) — знаменитая болгарская биатлонистка, олимпийская чемпионка и призёр чемпионатов мира. Единственная чемпионка зимних Олимпийских игр от Болгарии.

## Биография
С 8 лет Екатерина Дафовска начала заниматься лыжными гонками. В 1990 году она поступила в спортивную школу, решив посвятить себя биатлону. Совсем скоро одарённая Дафовска попадает в национальную юниорскую сборную Болгарии. Её первой олимпиадой стали Зимние Олимпийские игры 1994 года в Лиллехаммере, где, впрочем, она не показала хороших результатов. Однако уже в следующем году хорошая стрельба и замечательная лыжная подготовка Екатерины Дафовски позволяют ей завоевать бронзовую медаль Чемпионата мира в Антольц-Антерсельве. Этот же успех она повторяет в 1997 году. Пиком карьеры Екатерины можно назвать золотую медаль на зимних Олимпийских играх 1998 года в Нагано. В сезоне 2002/2003 Дафовска была близка к завоеванию Кубка мира, однако неважно проведённые завершающие гонки сезона не позволили ей сделать это. В общем зачёте Кубка мира она оказалась в итоге лишь на четвёртом месте. После этого сезона результаты Екатерины ухудшались, а в сезоне 2006/07 она вовсе не выступала. После этого сезона, в 2007 году, объявила о прекращении спортивной карьеры.
Замужем, имеет 2 детей.
С 20 мая 2010 года — президент Федерации биатлона Болгарии.

## Кубок мира
- 1997/98 — 15-е место (129 очков)
- 1998/99 — 11-е место (232 очка)
- 2000/01 — 19-е место (323 очка)
- 2001/02 — 11-е место (416 очков)
- 2002/03 — 4-е место (644 очка)
- 2003/04 — 14-е место (437 очков)
- 2004/05 — 21-е место (330 очков)
- 2005/06 — 27-е место (217 очков)